# Финское наступление на Карельском перешейке
Финское наступление на Карельском перешейке или Выборгско-Кексгольмская оборонительная операция — наступление финских войск на Карельском перешейке летом 1941 года во время Великой Отечественной войны.
Оборону Карельского перешейка держала 23-я армия генерал-лейтенанта Пшенникова в составе четырёх дивизий (142-й, 115-й, 43-й и 123-й).
Финская историография представляет наступление на Карельском перешейке как продолжение Советско-финляндской («Зимней») войны, в ходе которой Финляндия утратила эту территорию. С самого начала Великой Отечественной войны Финляндия выступала в качестве союзника гитлеровской Германии. В стране была произведена мобилизация, в морских портах (Турку, Хельсинки) находились немецкие военные корабли, а на аэродромах (Лоутеньярви, Рованиеми) — немецкие военные самолёты. Сразу же с 22 июня германские ВВС использовали воздушное пространство Финляндии и финские аэродромы для бомбардировок целей в Ленинградской области.
25 июня советская авиация начала наносить авиаудары по финской территории. 26 июня 1941 года финский президент Ристо Рюти объявил войну СССР, формальным поводом для объявления войны были названы советские авианалёты на финскую территорию.
29 июня два финских пехотных батальона атаковали приграничный город Энсо, однако советские пограничники вскоре отбили город. 
31 июля финские войска развернули широкомасштабное наступление на Карельском перешейке. К северу от Кексгольма сопротивление финским войскам оказал отряд полковника Донскова. 
15 августа 18-я финская дивизия, сломив сопротивление 115-й дивизии РККА, форсировала Вуоксу восточнее Выборга. 
21 августа финские войска заняли Кексгольм. К 25 августа финский десант перерезал дорогу между Выборгом и Койвисто, что привело 29 августа к падению Выборга. Большая группа советских войск попала в котёл у Порлампи и капитулировала. Командир 43-й дивизии генерал Кирпичников попал в плен.  Лишившись командира остатки 43-й дивизии отступили к Койвисто и были эвакуированы в Кронштадт. 
30 августа финские войска вошли в Райвола, а 31 августа — в Териоки. 
1 сентября финская армия вышла к границе 1939 года по реке Сестре и уперлась в Карельский укрепрайон (Сестрорецкий рубеж). 3—5 сентября шли бои за Белоостров, после чего фронт стабилизировался.
В 1944 году СССР вернул себе контроль над Карельским перешейком в ходе Выборгской операции.